# Uniforme de la selección de fútbol de los Países Bajos
El equipo nacional juega con una llamativa camiseta naranja, ya que son los colores históricos del país, originarios del escudo de armas de Guillermo de Orange. La franja roja de la actual bandera nacional fue originalmente naranja. La actual segunda camiseta de la selección es negra con detalles de color naranja.

## Local
| 1934 | 1938 | 1974-1977 | 1978-1981 | 1982-1985 | 1985-1988 | 1988-1991 | 1990-1991 | 1991-1995 |

| 1995-1996 | 1996-1998 | 1998-2000 | 2000-2002 | 2002-2004 | 2004-2006 | 2006-2008 | 2008-2010 | 2010-2012 |

| 2012-2014 | 2014-2016 | 2016-2018 | 2018-2020 | 2020-2022 | 2022-2024 | 2024-act. |

## Alternativo
| 1978-1980 | 1985-1988 | 1990-1991 | 1991-1995 | 1995-1996 | 1996-1998 | 1996-1998 | 1996-1998 | 1998-2000 | Mundial 1998 vs Bélgica |

| 2000-2002 | 2002-2004 | 2004-2006 | 2004-2006 | 2006-2008 | 2008-2009 | 2009-2010 | 2010-2012 | 2010-2012 | 2012-2013 |

| 2013-2014 | 2014-2015 | 2015-2016 | 2015-2016 | 2016-2018 | 2016-2018 | 2018-2020 | 2018-2020 | 2020-2022 | 2022-2024 |

| 2024-Actual |

## Uniforme de la selección femenina de fútbol
| 2019-Actual | 2019-Actual | 2019-Actual | 2019-Actual | 2019-Actual | 2022-2023 (Local) | 2022-2023 (Visita) | 2023-2025 (Local) | 2023-2025 (Visita) | 2025-Actual (Local) |

| 2025-Actual (Visita) |

## Especiales
- 2005: La selección neerlandesa vistió una inusual equipación donde predominaron los colores blanco y negro a mitades. Esta equipación, impulsada por el proveedor Nike, fue parte de la campaña "Stand Up, Speak Up" que buscaba combatir el racismo en el fútbol europeo.[2] La equipación se utilizó sólo una vez, en un partido amistoso frente a la selección de Inglaterra el 9 de febrero de ese año, el cual terminó en un empate sin goles.[3]

| 2005 |

## Proveedores
Nike es el proveedor del equipamiento de los futbolistas desde 1996 y por lo menos hasta 2018. En los años 1970 había sido Adidas el proveedor oficial, y después Lotto en la Copa Mundial de fútbol de 1994.
| Periodo     | Proveedor |
| ----------- | --------- |
| 1905 - 1970 | N/A       |
| 1970 - 1990 | Adidas    |
| 1991 - 1996 | Lotto     |
| 1996 -      | Nike      |

Durante el Europeo 1980, un pedazo de cinta adhesiva blanco fue aplicado sobre los logos Adidas debido al veto contra las publicidades en camisetas.